# Златните мостове
Златните мостове, известни също като Морените, е местност в планината Витоша, България, която представлява най-голямата каменна река в района.
Разположена е на надморска височина от 1350 до 1500 метра в поречието на Владайската река. Името идва от лишеите със златист цвят, които покриват големите камъни. Според други източници името идва от златен пясък, който се е намирал тук преди време. От Златните мостове може да се направи преход до Черни връх по два основни маршрута, които преминават през много от старите, обичани от планинарите витошки хижи.

## Популярна култура
„Златните мостове“ е късометражен филм на режисьора Емилиан Дечев, в който метафорично е използвана локацията на местността. На местността са наречени улиците „Златните мостове“ в квартал „Манастирски ливади“ (Карта) и „Морени“ в квартал „Гърдова глава“ (Карта) в София.